# Нікола Д'Оттавіо
Нікола Д'Оттавіо (італ. Nicola D'Ottavio; нар. 4 квітня 1959, Аньоне) — італійський футболіст, що грав на позиції нападника. По завершенні ігрової кар'єри — спортивний функціонер.

## Ігрова кар'єра
У дорослому футболі дебютував 1976 року виступами за команду клубу «Джуліанова», в якій провів два сезони, взявши участь у 40 матчах чемпіонату.
Своєю грою за цю команду привернув увагу представників тренерського штабу клубу «Верона», до складу якого приєднався 1978 року. З цією командою у сезоні 1978/79 дебютував у Серії А, але команда зайняла останнє 16 місце і вилетіла до Серії Б. Нікола залишився у команді ще на півтора року, а на початку 1981 року перейшов в інший клуб другого дивізіону «Брешія».
У сезоні 1981/82 зіграв свої останні 6 ігор у Серії А, виступаючи за «Авелліно», після чого грав у Серії Б за клуби «Кампобассо» та «Трієстина», але не мав високої результативності. Свій бомбардирських хист нападник продемонстрував у наступні сезони, виступаючи за ряд клубів у нижчих дивізіонах і ставав найкращим бомбардиром Серії С1 1987/88 з «Казертаною», Серії С2 1991/92 з «Кастель-ді-Сангро» та 1994/95 з «Беневенто», а також Серії D 1990/91 і 1993/94 з «Беневенто». Загалом за кар'єру забив рівно 200 голів у чемпіонатах.

## Статистика виступів

### Статистика клубних виступів
| Сезон                         | Команда                       | Чемпіонат                     | Чемпіонат | Чемпіонат | Усього | Усього |
| Сезон                         | Команда                       | Чемпіонат                     | Ігор      | Голів     | Ігор   | Голів  |
| ----------------------------- | ----------------------------- | ----------------------------- | --------- | --------- | ------ | ------ |
| 1976–77                       | «Джуліанова»                  | C (ІІІ)                       | 6         | 1         | 6      | 1      |
| 1977–78                       | «Джуліанова»                  | C (ІІІ)                       | 34        | 9         | 34     | 9      |
| Усього за «Джуліанову»        | Усього за «Джуліанову»        | Усього за «Джуліанову»        | 40        | 10        | 40     | 10     |
| 1978–79                       | «Верона»                      | A                             | 19        | 0         | 19     | 0      |
| 1979–80                       | «Верона»                      | B (ІІ)                        | 29        | 9         | 29     | 9      |
| 1980–81                       | «Верона»                      | B (ІІ)                        | 28        | 5         | 28     | 5      |
| Усього за «Верону»            | Усього за «Верону»            | Усього за «Верону»            | 76        | 14        | 76     | 14     |
| 1980–81                       | «Брешія»                      | B (ІІ)                        | 3         | 1         | 3      | 1      |
| 1981–82                       | «Авелліно»                    | A                             | 6         | 0         | 6      | 0      |
| 1982–83                       | «Кампобассо»                  | B (ІІ)                        | 34        | 5         | 34     | 5      |
| 1983–84                       | «Кампобассо»                  | B (ІІ)                        | 32        | 6         | 32     | 6      |
| Усього за «Кампобассо»        | Усього за «Кампобассо»        | Усього за «Кампобассо»        | 66        | 11        | 66     | 11     |
| 1984–85                       | «Трієстина»                   | B (ІІ)                        | 30        | 2         | 30     | 2      |
| 1985–86                       | «Таранто»                     | C1 (ІІІ)                      | 28        | 15        | 28     | 15     |
| 1986–87                       | «Барлетта»                    | C1 (ІІІ)                      | 29        | 19        | 29     | 19     |
| 1987–88                       | «Казертана»                   | C1 (ІІІ)                      | 32        | 15        | 32     | 15     |
| 1988–89                       | «Катанія»                     | C1 (ІІІ)                      | 22        | 4         | 22     | 4      |
| 1989–90                       | «Катанія»                     | C1 (ІІІ)                      | 29        | 6         | 29     | 6      |
| Усього за «Катанію»           | Усього за «Катанію»           | Усього за «Катанію»           | 51        | 10        | 51     | 10     |
| 1990–91                       | «Беневенто»                   | ІР (V)                        | 30        | 19        | 30     | 19     |
| 1991–92                       | «Кастель-ді-Сангро»           | C2 (IV)                       | 35        | 19        | 35     | 19     |
| 1992–93                       | «В'яреджо»                    | C2 (IV)                       | 28        | 13        | 28     | 13     |
| 1993–94                       | «Беневенто»                   | D (V)                         | 36        | 30        | 36     | 30     |
| 1994–95                       | «Беневенто»                   | C2 (IV)                       | 28        | 16        | 28     | 16     |
| Усього за «Беневенто»         | Усього за «Беневенто»         | Усього за «Беневенто»         | 94        | 65        | 94     | 65     |
| 1995–96                       | «Л'Аквіла»                    | D (V)                         | 23        | 6         | 23     | 6      |
| 1995–96                       | «Кастель-ді-Сангро»           | C1 (ІІІ)                      | 6         | 0         | 6      | 0      |
| Усього за «Кастель-ді-Сангро» | Усього за «Кастель-ді-Сангро» | Усього за «Кастель-ді-Сангро» | 41        | 19        | 41     | 19     |
| Усього за кар'єру             | Усього за кар'єру             | Усього за кар'єру             | 547       | 200       | 547    | 200    |

## Титули і досягнення
- Найкращий бомбардир Серії С1: 1987/88 (15 голів)
- Найкращий бомбардир Серії С2: 1991/92 (19 голів), 1994/95 (16 голів + 1 у плей-оф)
- Найкращий бомбардир Серії D: 1990/91 (19 голів), 1993/94 (30 голів)